# Gornje Vrhovine
Gornje Vrhovine (serb. Горње Врховине) – wieś w Chorwacji, w żupanii licko-seńskiej, w gminie Vrhovine. Leży w regionie Lika. W 2011 roku liczyła 300 mieszkańców.